# Jake Stone
Pour les articles homonymes, voir Stone.
Jake Stone est un bodyboardeur australien originaire de Woodlands. Il participe à l'IBA World Tour 2011.